# Monologue intérieur
Ne doit pas être confondu avec Endophasie.
Le monologue intérieur est un procédé de narration littéraire, expérimenté au XVIIe siècle dans La Princesse de Clèves de Madame de La Fayette et exposé en 1931 par Édouard Dujardin. Ce procédé a pour particularité de suivre les pensées d'un personnage. Certains critiques le rapprochent du courant de conscience ou « flux de conscience » expérimenté, entre autres, par Virginia Woolf et William Faulkner. En littérature de langue allemande du début du XXe siècle, l'écrivain autrichien Arthur Schnitzler a recours au monologue intérieur pour structurer certaines de ses nouvelles, dont la plus connue est Mademoiselle Else.

## Origine
Le romancier Édouard Dujardin publie Les lauriers sont coupés en 1887. Il y emploie un procédé qu'il nommera et définira comme Le Monologue intérieur dans un essai, en 1931.
« Il a pour objet d'évoquer le flux ininterrompu des pensées qui traversent l'âme du personnage au fur et à mesure qu'elles naissent sans en expliquer l'enchaînement logique. »

## Utilisation
Dans la littérature de langue anglaise, le procédé est repris par Dorothy Richardson dès 1915, tandis que la critique May Sinclair théorise de son côté le courant de conscience visible chez James Joyce et Virginia Woolf.
Certaines pages de Le Rouge et le Noir de Stendhal (1830) peuvent être considérées comme des approches du monologue intérieur, même si l'enchaînement logique y est respecté, comme les pensées de Mathilde de La Mole à la fin des ch. II, 8 et II, 11, ou de Julien Sorel au ch. II, 15.
À la fin du XIXe siècle et au début du XXe siècle, en réaction aux descriptions à la troisième personne du naturalisme, certains auteurs modernistes s'attachent à suivre le mouvement de la pensée d'un personnage, afin de mieux en connaître le psychisme, et la profondeur de l'esprit humain. L'écrivain autrichien Arthur Schnitzler a recours à la technique du monologue intérieur dans plusieurs de ses nouvelles, notamment dans Le sous-lieutenant Gustel (1900) et dans Mademoiselle Else (1924). Le procédé du monologue intérieur se retrouve dans Amants, heureux amants de Valery Larbaud. Le monologue intérieur est surtout utilisé sur la longue durée du roman, par exemple dans Ulysse, Mrs Dalloway ou Les Vagues.
La première partie de Le Bruit et la Fureur de William Faulkner présente les pensées d'un homme attardé, et les lecteurs ne comprennent pas toujours ce qui est écrit. Samuel Beckett dans ses romans emploie la première personne d'un narrateur confiant ses pensées. Nathalie Sarraute emploie l'expression « sous-conversation » pour parler de la forme de cette technique dans ses romans.
Le recours massif au monologue intérieur par Albert Cohen dans Belle du Seigneur en 1968 (douze monologues, les quatre d'Ariane, les cinq de Mariette et les trois de Solal, répartis en autant de chapitres sur cent-quarante-huit pages représentant plus de dix pour cent du texte du roman) constitue une des grandes originalités du roman. La plupart des monologues n'ont aucune ponctuation et ne sont découpés en aucun paragraphe, ce qui n'est pas sans évoquer l'influence de William Faulkner, de Virginia Woolf et de l'Ulysse de James Joyce. Sans repère, le lecteur doit se concentrer pour voir émerger la pensée du narrateur derrière ce flot chaotique de mots, redoutable piège à sens. Impossible de lire en diagonale sous peine de ne plus rien comprendre. Chaque mot devient essentiel.

## Caractéristiques
Le monologue intérieur est caractérisé par des phrases nominales, des énumérations, une logique peu visible (idées juxtaposées, association d'idées, parataxe, ellipses), une ponctuation inhabituelle.
La critique Dorrit Cohn distingue la technique du « monologue autonome » à la première personne, le « psycho-récit » dans lequel le narrateur raconte des pensées, et le « monologue narrativisé », où les pensées sont rendues à la troisième personne, au discours indirect libre.